# کوسکاتا (ماساچوست)
کوسکاتا (به انگلیسی: Coskata) یک منطقهٔ مسکونی در ایالات متحده آمریکا است که در نانتاکت واقع شده‌است. کوسکاتا ۰٫۹۱ متر بالاتر از سطح دریا واقع شده‌است.